# Rey Serpiente (DC Comics)
Rey Serpiente (en el inglés original, King Snake), cuyo nombre real es Sir Edmund Dorrance, es un personaje que aparece en los medios publicados por DC Comics, generalmente como un adversario de Robin (Tim Drake) y Batman. Creado por el escritor Chuck Dixon y el artista Tom Lyle, Rey Serpiente apareció por primera vez en Robin #2 (1991). Es un maestro de las artes marciales, y el padre del villano Bane.

## Biografía ficticia del personaje
Sir Edmund Dorrance, también conocido como el Rey Serpiente, es un nativo británico que primero se distinguió en la Artillería Real (una corporación del Ejército británico). Él y unos amigos suyos se convirtieron en mercenarios, ofreciendo sus conocimientos profesionales a los diferentes anticomunistas rebeldes, e hizo mucho dinero por hacerlo. Mientras que estaba trabajando en Santa Prisca con los rebeldes locales, su campamento fue tomado por sorpresa por un comando del gobierno y Edmund fue cegado por el fuego. Huyó del país, dejando por muerta a una rebelde con la que había dormido. La mujer estaba viva y embarazada con el hijo de Edmund. Tanto ella como su hijo fueron encarcelados por los crímenes de Edmund contra el gobierno de Santa Prisca, con el niño creciendo en prisión para convertirse en el villano Bane.
Edmund se trasladó posteriormente a Hong Kong y usó el dinero que había obtenido para iniciar una doble vida. Para el público, era un hombre de negocios millonario, con intereses en el transporte marítimo, la bancaria y la electrónica, mientras que en secreto fue uno de los hombres más temidos de Asia, un gigante en el comercio de heroína. Tomando el nombre de Rey Serpiente, se encontró con soldados fieles a la banda china The Ghost Dragons, de Macao, Kowlonn y Hong Kong. A pesar de que había una base de fuerte poder, no pudo esperar a alojarse a una isla que fue entregada a China. Comenzó a extender sus intereses en Francia y en Estados Unidos. Un hombre patriotero, sintió que Hong Kong se ha convertido en una gran ciudad pura debido a la influencia británica, y decidió poner basura en la ciudad en lugar de estar manchado por caer en manos chinas. Sus planes para lanzar una plaga de nazis desarrollada después de salir de Hong Kong fueron frustrados por Robin (Tim Drake). En ese momento, Tim estaba trabajando con el exagente de la DEA Clyde Rawlins, y con la mortal artista marcial Lady Shiva. Los Estados Unidos habían intentado detener la expansión de Sir Edmund a Estados Unidos, pero todo fue en vano. Edmund había matado a la familia de Rawlins, en represalia, Rawlins fue un rebelde con el fin de perseguir al Rey Serpiente al final de la ley. Lady Shiva, por su parte, buscó al Rey Serpiente, porque se rumoreaba que era más mortal que el artista masculino mundial de artes marciales, y deseaba enfrentarse a él en una batalla. Con el tiempo, los tres irrumpieron en la sede del Rey Serpiente y lo derrotaron, aunque Rawlins murió en el intento y Shiva principalmente observó el procedimiento. Robin golpeó a Edmund por una ventana y Shiva le ordenó a Robin que matara al Rey Serpiente mientras estaba colgado del edificio. Robin se negó a hacerlo y se fue, creyendo que Edmund había muerto. Supuestamente, Shiva dejó caer a Edmund o bien lo arrojó del edificio para morir. El Rey Serpiente cae en un parapeto. Shiva lo examina, y satisfecha de haberle roto la espalda, y que por lo tanto ya no es una amenaza, lo deja.
Después de que le reforzaron la columna vertebral y recuperó su movilidad, Sir Edmund se mudó a Gotham City, donde arrebató el control del distrito de Chinatown a las pandillas de la Tríada, reveló que estaba vivo e inicialmente se centró en Robin para vengarse (aunque sus recuerdos de la batalla en Hong Kong estaban confundidos, finalmente recordó que fue Lady Shiva la principal responsable de su derrota allí, aunque aún seguía siendo hostil con Robin). Rey Serpiente también comienza su enemistad con Batman después de que lo derrotó en combate. No mucho después, sin embargo, perdió el poder en una guerra de pandillas, con sus propios Ghost Dragons rebelándose y las pandillas de la Tríada enviando asesinos (como el Mono de Plata de la Hermandad del Puño) tras él.
El Rey Serpiente sobrevivió y se unió al culto terrorista internacional Kobra. Se aprovechó de una lucha de liderazgo en esa organización, con el anterior "Lord Naja-Naja" caído en desgracia, y se reveló que Danny Temple (un amigo de Robin) era el siguiente en la línea de liderazgo. Temple fue secuestrado y llevado a una guarida de montaña del culto. Sin embargo, durante la ceremonia destinada a investir a Temple con el liderazgo, el Rey Serpiente se rebeló, se declaró a sí mismo el próximo Naja-Naja, y sus seguidores curaron sus ojos en un Pozo de Lázaro al que el culto tiene acceso (que solo podía ser abierto por Temple, explicando a Sir subterfugio de Edmund). Con la vista restaurada, Sir Edmund luchó contra Robin (que intentaba rescatar a Danny Temple), mientras que Kobra (el anterior líder del culto) intentaba recuperar el control del culto. Por suerte para Robin, Sir Edmund no estaba acostumbrado a ver, y en realidad desbarató su estilo de lucha. Un vial de veneno de cobra utilizado en la ceremonia de iniciación del culto de Kobra fue derribado, y en sus intentos de advertir al Rey Serpiente, Robin accidentalmente hizo que el villano quedara ciego por segunda vez. Robin y Danny Temple escaparon, mientras que King Snake quedó atrapado en la base sin escapatoria.
Después de una cantidad significativa de tiempo, el villano Bane finalmente descubrió la identidad de su padre y rastreó al Rey Serpiente hasta la base de la montaña. Sir Edmund había sobrevivido meses solo, apenas con vida y gravemente desnutrido. Bane estuvo emocionalmente en conflicto durante la reunión y aparentemente tuvo la intención de matar a su padre varias veces, pero no lo hizo. King Snake intentó una vez más tomar el control del culto de Kobra, esta vez con su hijo a su lado. Sin embargo, después de que Robin y Batman intervinieron, Bane se puso del lado de ellos. En la lucha resultante, Rey Serpiente fue derribado por una profunda grieta, aparentemente muriendo.
Durante el 2009 y el 2010, en la historia "Blackest Night", el Rey Serpiente se encuentra entre los muchos villanos fallecidos que reciben un anillo de poder negro y se reaniman en Black Lantern. Se incluyen a los Gemelos Trigger y Magpie. Asume un papel de liderazgo entre los Black Lanterns, coordinando los ataques de Black Lantern en toda Gotham City.
Rey Serpiente está vivo una vez más después del reinicio de "DC Rebirth". Es uno de los muchos villanos derribados por Batman y Catwoman después de que la lleva con él en una noche promedio de su trabajo.

## Poderes y habilidades
El Rey Serpiente no tiene poderes sobrehumanos. Sin embargo, es un maestro de varias de las artes marciales más letales del mundo. Mata sin conciencia y se ha ganado el título de "El Hombre más peligroso del mundo". El Rey Serpiente también es ciego, pero lo ha convertido en una ventaja en lugar de una desventaja, ya que ha perfeccionado todos sus otros sentidos en un grado asombroso, que incluso Batman tuvo dificultades para vencer al Rey Serpiente sin ayuda durante su primer encuentro. Él usa la oscuridad como su arma, y se ha acostumbrado tanto a pelear en la oscuridad que en realidad fue menos efectivo como combatiente cuando su visión fue restaurada brevemente por un Pozo de Lázaro, lo que le permitió a Robin derrotarlo en la lucha posterior.

## En otros medios
- Aunque Rey Serpiente no aparece en la serie de Fox Gotham, se alude a él en la quinta y última temporada. En esta versión, Bane (interpretado por Shane West) recibe el nombre real de Eduardo Dorrance, una referencia a Edmund Dorrance, quien era su padre en los cómics originales.
- Rey Serpiente aparece en Batman: Soul of the Dragon, con la voz de Patrick Seitz. Esta versión es miembro del culto Kobra, y en el clímax de la película pelea y es asesinado por Richard Dragon.